# کویرشید
کویرشید (به آلمانی: Quierschied) یک شهر در آلمان است که در زاربروکن واقع شده‌است. کویرشید  ۱۴٬۲۳۳ نفر جمعیت دارد.